# Viaduc de la Maine
Le viaduc de la Maine est un ouvrage d'art permettant le passage de l'autoroute A11 par la ville d'Angers, sur la Maine dans son parcours du contournement nord d'Angers. Il rejoint alors les Hauts de Saint-Aubin au quartier Saint-Serge.
La construction de ce viaduc a commencé en 2006. Il fut inauguré en mai 2008, permettant ainsi aux automobilistes de contourner Angers, grâce à la mise en service de ce dernier tronçon autoroutier de l'autoroute Océane.

## Caractéristiques
Il s'agit d'un viaduc courbe. Le tablier est un bipoutre mixte acier/béton de 21 mètres de largeur et de 530 mètres de longueur. l'ouvrage repose sur deux culées et huit piles de 45 tonnes dont deux situées dans la rivière de la Maine.
Les fondations sont des pieux tubés forés. Le tablier métallique est poussé d'un seul côté avec un avant-bec et le hourdis béton fut coulé par plots de 12 mètres afin d'épouser la très forte courbure de l'ouvrage (790 mètres de rayon).
- Longueur : 532,50 m
- Portées des travées : 7 travées de 63 m et 2 travées de 44 m
- Largeur tablier : 20,90 m, à 2 × 2 voies
- Structure métallique : 2 700 tonnes
- Béton : 8 900 m3
- Armatures : 1 300 tonnes
- Fondation sur pieux : entre 6 et 20 m de profondeur

Le viaduc est composé de 9 travées constituées d’une dalle en béton armé supportée par 2 poutres métalliques longitudinales reliées par des poutres métalliques transversales. 
Les emprises foncières acquises permettront la construction d’un deuxième viaduc afin de porter l’autoroute 2 × 3 voies lorsque le trafic le nécessitera. La longueur et l’emplacement exacts ont été étudiés pour ne pas perturber l’écoulement de la Maine et permettre de franchir la zone inondable de la rive droite. La hauteur des piles, de 10 à 15 mètres, a été calculée pour permettre la navigation.

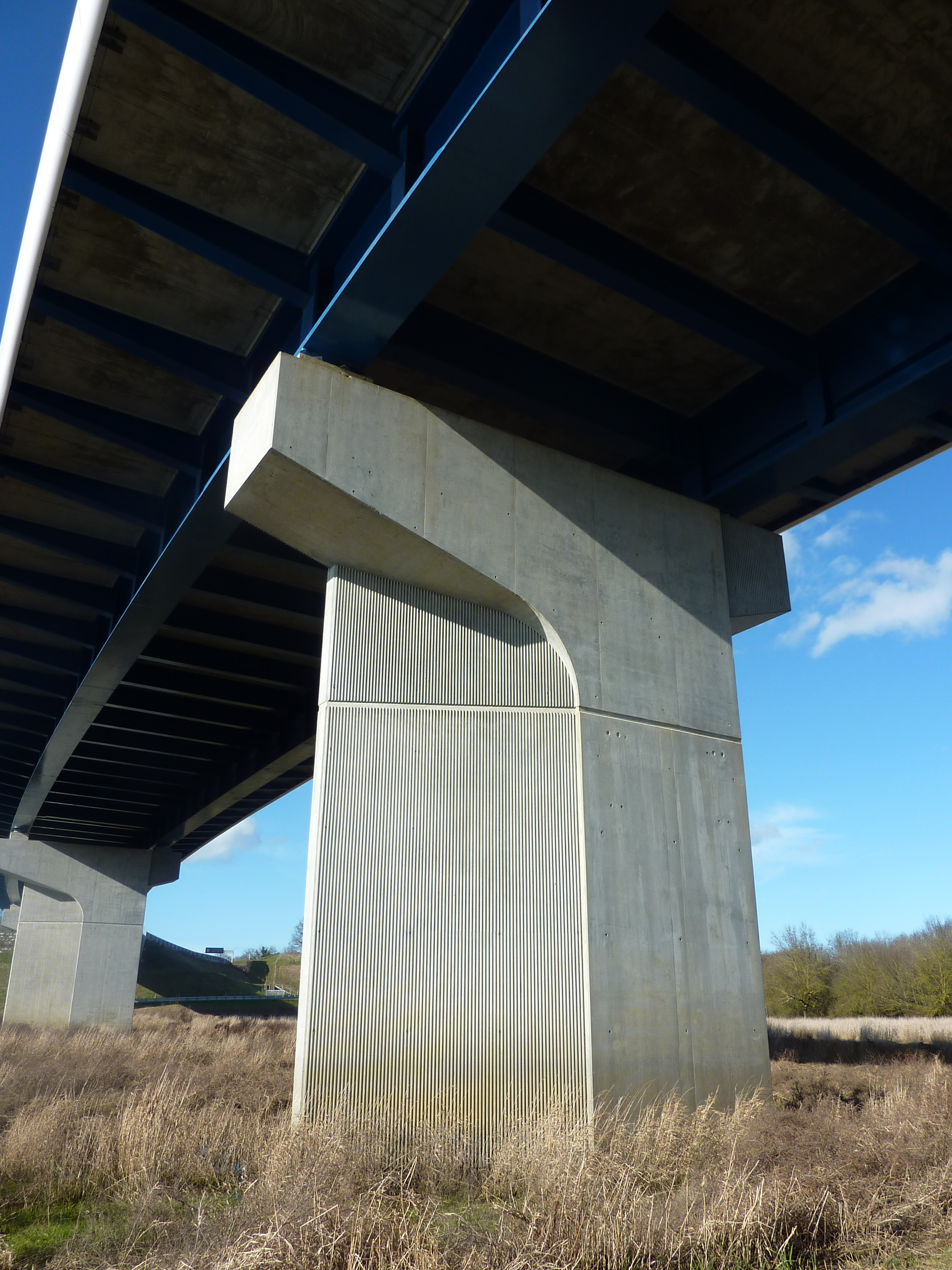
Détail d'une pile
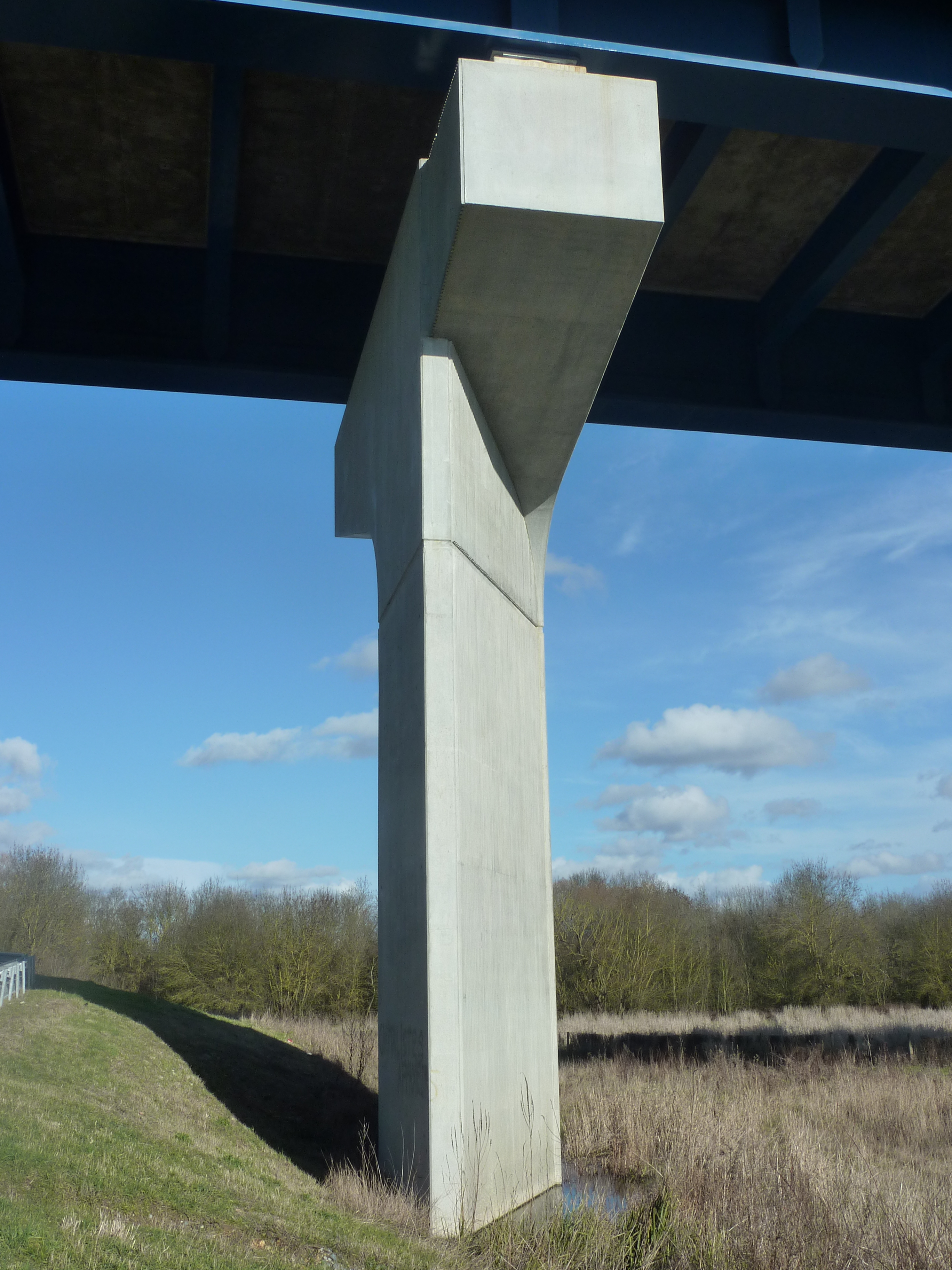
Détail d'une pile
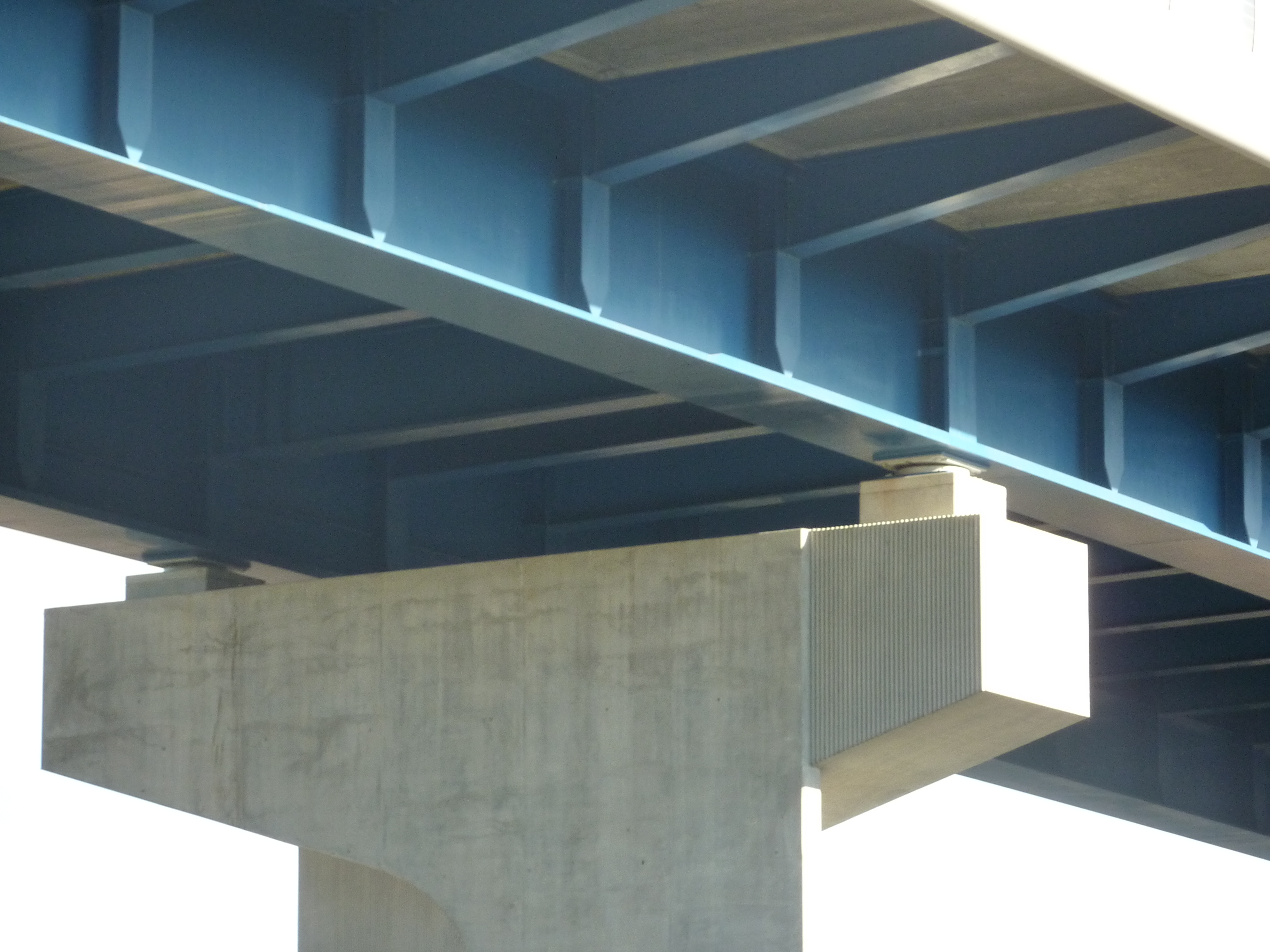
Appuis sur piles
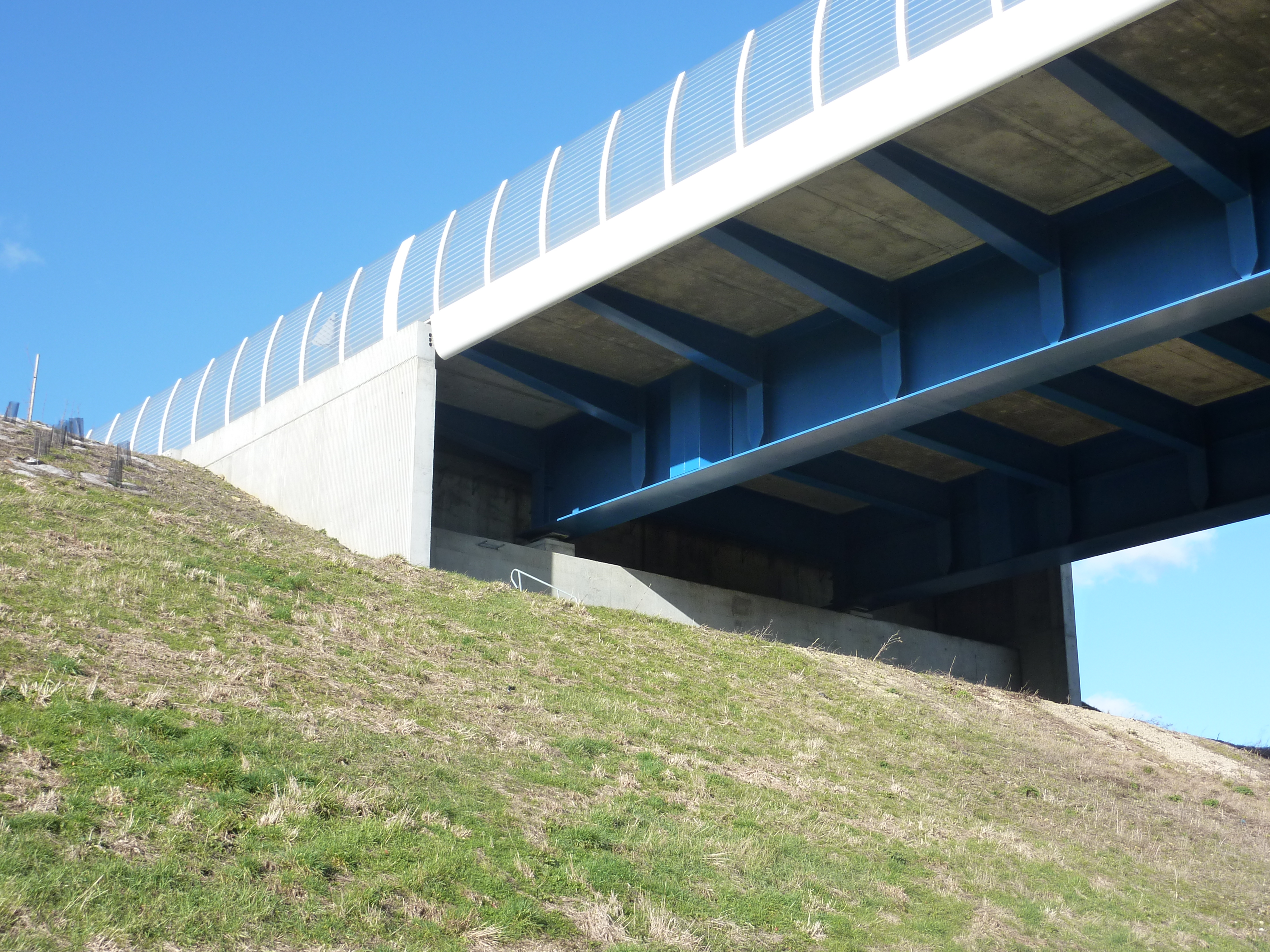
Culée ouest

Le nouvel ouvrage d’art trouve sa juste place entre le Pont de Segré, qui permettait la liaison ferroviaire Angers – Segré et le Pont Jean-Moulin. Le maire est intervenu pour obtenir un écran acoustique transparent le long du viaduc. Ainsi, le point de vue sur la Maine et l’île Saint-Aubin reste visible pour les automobilistes.

## Illustrations

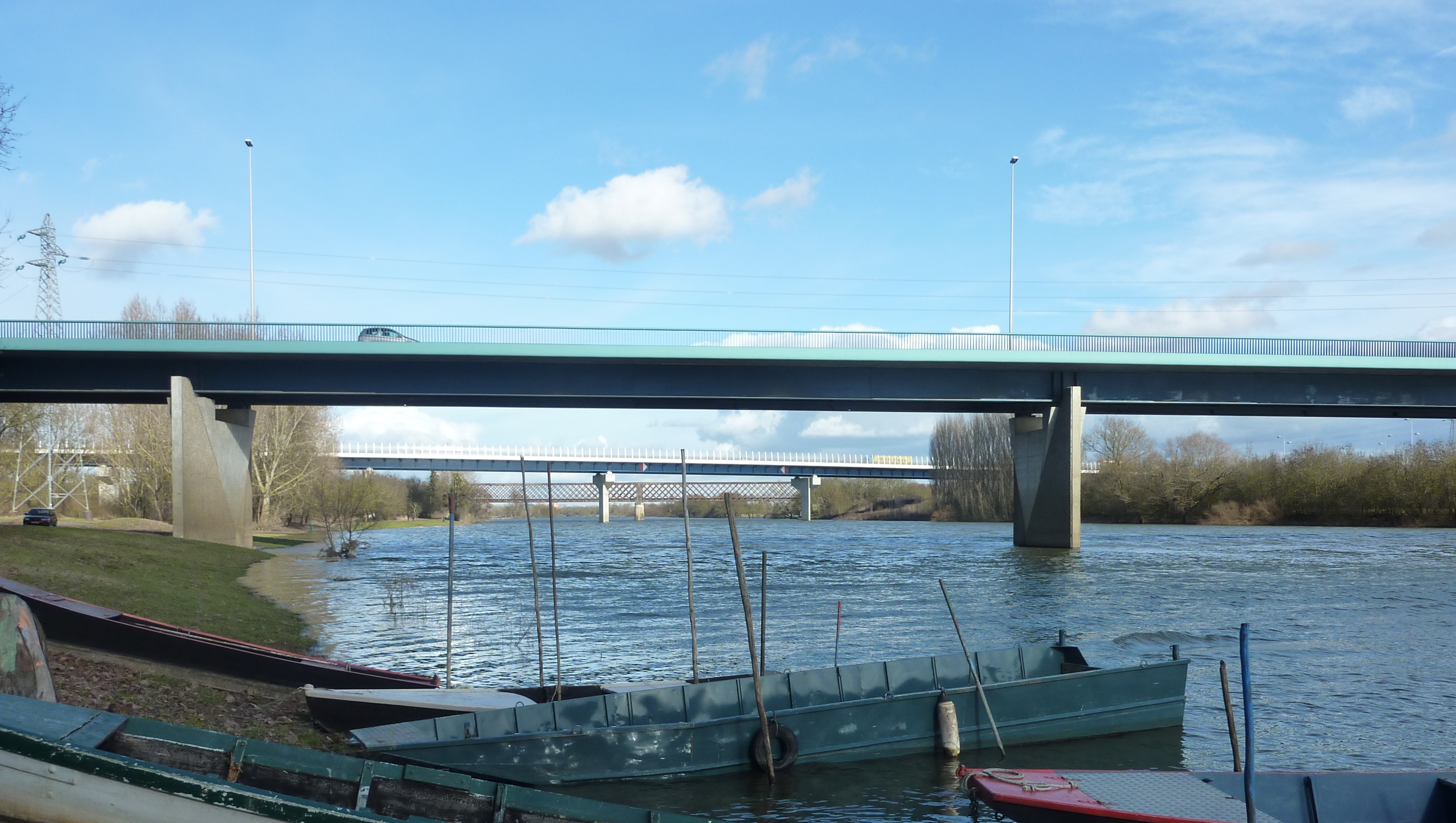
Vue des trois premiers ponts de la Maine à l'entrée d'Angers
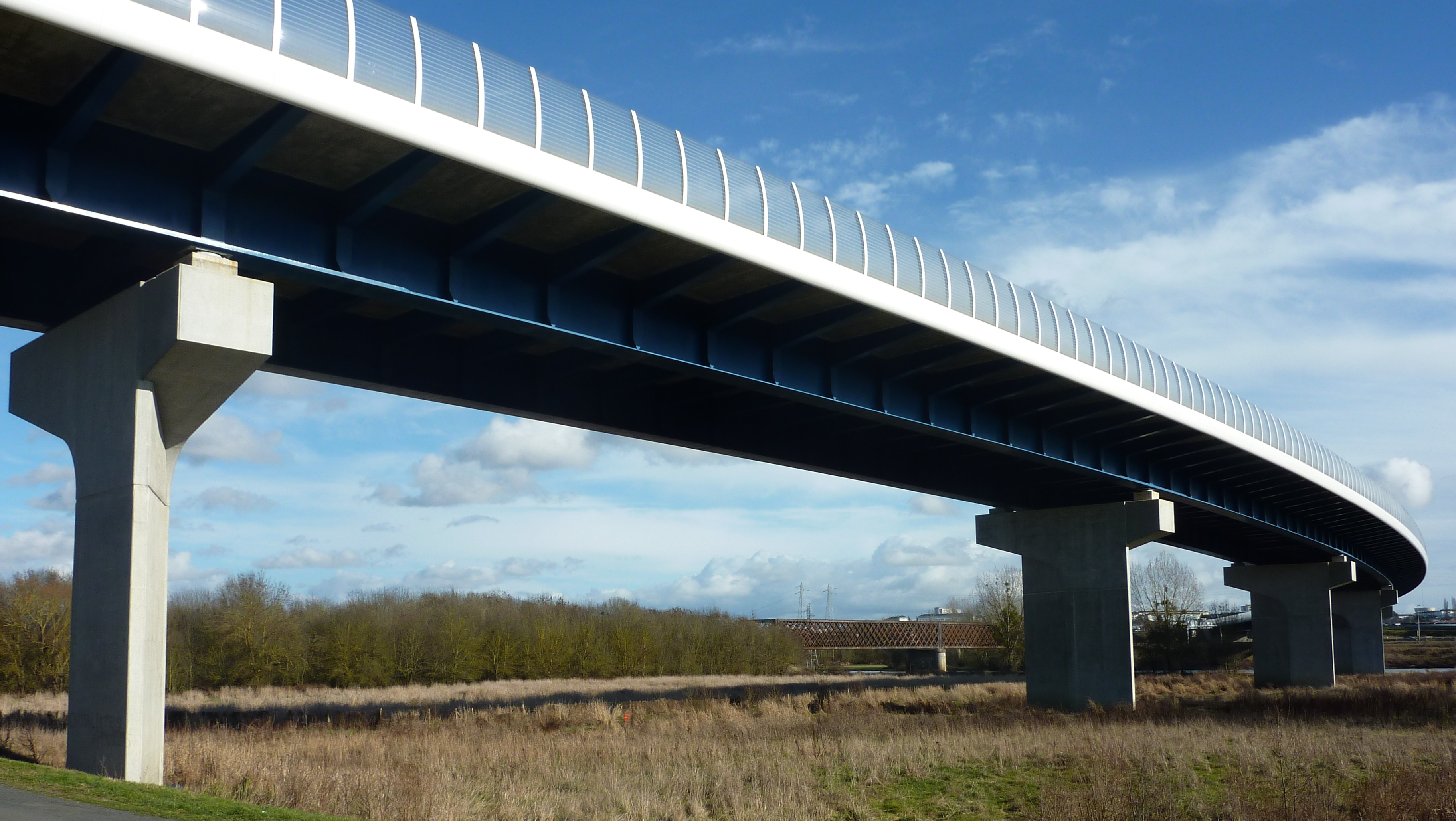
Vue depuis la rive ouest, avec le Pont de Segré en arrière-plan
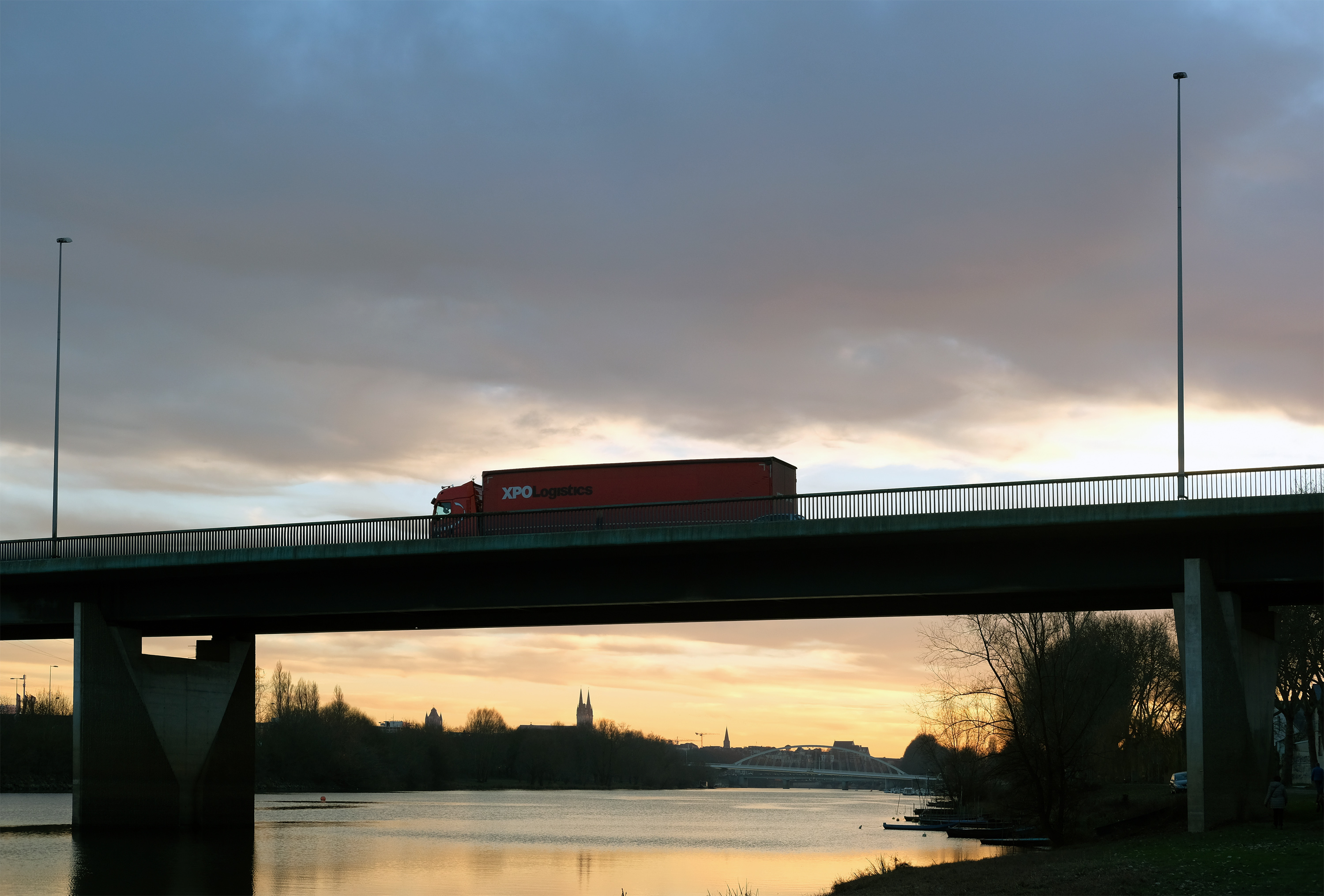
Passage d'un camion sur le viaduc de la Maine au soleil couchant ; en arrière-plan, la ville d'Angers.

## Sources
1. ↑  Structurae
2. ↑  Siplast.fr
3. ↑  Dumoulin Gilles et Charlon Patrick,
Autoroute A11 : Contournement Nord d'Angers : Le viaduc de la Maine, Éditions Science et industrie, Paris : 2006